# William R. Ratchford
William R. Ratchford, född 24 maj 1934 i Danbury, Connecticut, död 2 januari 2011 i Arlington County, Virginia, var en amerikansk demokratisk politiker. Han representerade Connecticuts femte distrikt i USA:s representanthus 1979–1985.
Ratchford utexaminerades 1956 från University of Connecticut och avlade 1959 juristexamen vid Georgetown University. I kongressvalet 1974 förlorade han mot republikanen Ronald A. Sarasin. Fyra år senare blev Ratchford invald i representanthuset med omval 1980 och 1982. År 1984 ställde han upp för en fjärde mandatperiod i representanthuset men förlorade mot John G. Rowland. Efter den politiska karriären var Ratchford verksam som lobbyist.